# Anton Strojin
Anton »Tone« Strojin, slovenski pravnik, planinski delavec in publicist, * 22. november 1938, Ljubljana, † 14. julij 2016, Ljubljana.

## Življenje in delo
Rodil se je v Ljubljani, mami učiteljici in očetu pravniku. Odraščal je prav tako v Ljubljani, kjer je tudi bival vse do konca svojega življenja. Po poklicu je bil doktor ustavnega prava in to delo je opravljal kot predavatelj in profesor na več Zdravstvenih in Medicinskih fakultetah v Sloveniji. Njegov največji hobi pa je bil planinarstvo, kateremu je namenil veliko časa svojega življenja. Napisal je veliko člankov in knjig, tako zgodovinskih kot tudi potopisov ter seveda knjig in člankov o pravu, na temo svoje stroke.

### Izobrazba
Obiskoval je Osnovno šolo Ledina ter z zlato maturo maturiral na Gimnaziji Poljane. Nato se je vpisal na študij prava, na Pravni fakulteti UL in se specializiral za medicinsko pravo. Naredil je tudi doktorat.

### Zasebno življenje
Poročil se je z znano slovensko psihologinjo Marjo Strojin. Imela sta tri otroke in štiri vnuke. Od rojstva svojega prvega otroka pa do konca življenja je z ženo živel v Šentvidu pri Ljubljani.
V prostem času je (poleg planinarstva in pisanja knjig), zelo rad reševal tudi križanke.

### Smrt
Umrl je 14. julija 2016, doma v Ljubljani, zaradi srčnega infarkta.